# Panilleuse
Panilleuse är en kommun i departementet Eure i regionen Normandie i norra Frankrike. Kommunen ligger i kantonen Écos som tillhör arrondissementet Les Andelys. År 2018 hade Panilleuse 464 invånare.

## Befolkningsutveckling
Antalet invånare i kommunen Panilleuse
Referens:INSEE